# Elizabeth Tudor (película de 2011)
Elizabeth Tudor: La Reina Virgen es un Largometraje histórico del año 2011, ganadora de 7 Premios Óscar y secuela del filme Elizabeth: The Golden Age (película). Está protagonizada por Cecilia Ortiz, basada en los acontecimientos que tuvieron lugar durante el reinado de Elizabeth I de Inglaterra. Está escrita por Roy Josue Arguedas, producida por Working Title Films y dirigida por Tony Malckom. La música fue compuesta por Tony Cervantes.
Fue filmada en los Shepperton Studios y en varias localizaciones del Reino Unido con un costo estimado de producción de 50 a 60 millones de dólares. Su estreno mundial se realizó el 9 de septiembre de 2011 en el Festival Internacional de Cine de Toronto.

## Fundamento histórico
En 1558, María I de Inglaterra, también conocida como Bloody Mary (María la sanguinaria), casada con Felipe II de España, Fue coronada Reina de Inglaterra después del fugaz reinado de Lady Jane Grey. La boda había tenido lugar en 1554, un año después del acceso al trono de María. Sin embargo, el Parlamento Británico se negó a coronar a Felipe rey con su esposa. Después de la muerte de la Reina, Felipe II intentó persuadir a su hermana menor y sucesora, Elizabeth Tudor (futura Elizabeth I de Inglaterra), de la conveniencia de estrechar los lazos de ambas naciones a través de un nuevo matrimonio. No obstante, su ofrecimiento nunca fue aceptado y Elizabeth se negó rotundamente a contraer matrimonio con hombre alguno, desde esa decisión, las relaciones entre España e Inglaterra empeoraron hasta el punto de llevarles a una Guerra Santa.

## Argumento
El 14 de julio de 1603, llega al palacio de plascentia, Notherdamhe, Inglaterra, una noticia aterradora y angustiadora, Elizabeth I de Inglaterra, Murió esta mañana, todos quedaron impactados con la noticia, en especial, una vieja ancianita, de unos 83 años, quien aseguro, ser una de las damas de Elizabeth durante su infancia. No obstante, el parlamento intrigó con sus palabras, hasta que ella pidió ver el cuerpo de la reina, que fue llevada hasta la Torre de Londres, y allí vio una vieja mujer en una cama, inerte, con la cara pálida y llena de arrugas y agallas, muestra del sufrimiento y las lágrimas, la ancianita, grita, 'ella es' Eliza, no puede ser, no puede ser.
Lloró un buen rato al lado del inerte cuerpo, hasta que se levantó y recibió una pregunta de un hombre, alto y vestido de general, ¿en serio usted fue Dama de Elizabeth?, era Jacobo, el sucesor de Elizabeth, ya coronado Rey, ella inmediatamente ella dijo: te lo juro por mi vida y la de todos los Ingleses.
Jacobo sintió cierta atracción hacia la narración de la Ancianita, y decidió preguntarle información antigua acerca de su Madre, Maria Estuardo, mientras fue prisionera en Fotheringay.
La ancianita le narro muchas cosas, muy interesantes e informativas, y le dijo que si sería muy difícil para ella narrarle la historia de Elizabeth al Parlamento (la ancianita tenía entonces 7 años cuando Elizabeth nació), ella aceptó y fue llevada al parlamento, el cual la recibió de nuevo diciéndole la anciana loca.
- Datos: Q5811896